# Huracán Arthur
El huracán Arthur fue el primer ciclón tropical y huracán de la Temporada de huracanes del Atlántico de 2014. Arthur se desarrolló a partir de un área inicialmente no tropical de baja presión sobre el sureste de los Estados Unidos, que inició antes al oeste del océano Atlántico el 28 de junio. A pesar de las condiciones favorables, la actividad convectiva fue inicialmente mínima; incluso se observó una circulación definida por aviones de reconocimiento meteorológico. El sistema continuó fortaleciéndose, y fue declarada una tormenta tropical el mismo día, nombrándola Arthur. A la deriva hacia el norte, la tormenta alcanzó la categoría 1 el 3 de julio y recurvado hacia el norte - noreste. Además de su organización estructural como resultado de la intensificación adicional, antes de la 01:00 UTC del 4 de julio sus vientos eran de 160 km/h, entonces se convirtió en un huracán categoría 2 de la escala de Saffir-Simpson. Arthur tocó tierra a las 03:00 UTC sobre Shackleford Banks en Carolina del Norte situado entre Beaufort y Cabo Lookout, y se intensificó más alcanzando una presión mínima de 973 mbar.

## Historia Meteorológica

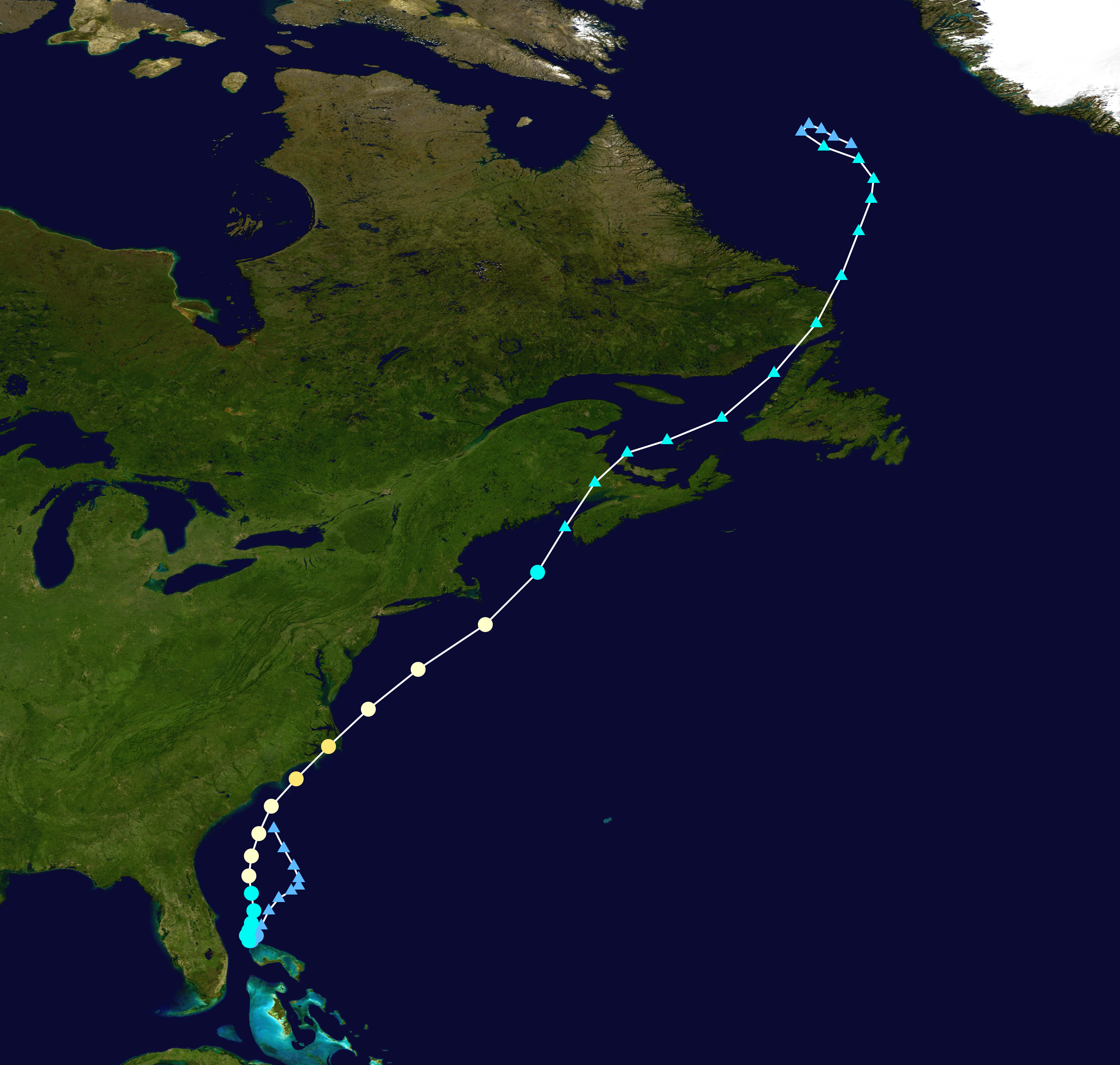
La trayectoria de Arthur.

El 25 de junio, el Centro Nacional de Huracanes (NHC por sus siglas en inglés) comenzó a monitorear una posibilidad de ciclogénesis tropical, durante la próxima semana se esperaba que se desarrollara como un área de baja presión fuera del Sureste de los Estados Unidos. Las condiciones ambientales eran favorables, por lo que fomentaron una mayor organización, aunque la convección permaneció mínimo cuatro días. Durante la segunda mitad del día 30 de junio, una misión de reconocimiento meteorológico de la Fuerza Aérea de los Estados Unidos, se confirma la presencia de una circulación bien organizada. A las 03:00 UTC del 1 de julio el sistema de baja presión se convirtió en la depresión tropical Uno. Situado a 169 kilómetros al este de Cabo Cañaveral, Florida, la depresión se movía lentamente hacia el oeste en una zona de corrientes débiles.
A lo largo del 1 de julio la organización estructural constante siguió. Alrededor de las 15:00 UTC sus vientos eran de 61 km/h, por lo cual ya no era una depresión tropical si no una tormenta tropical, nombrándola Arthur. Las condiciones ambientales que rodeaban el ciclón favorecieron su desarrollo. Los efectos de la cizalladura mostraron claramente en las imágenes de radar de Melbourne, Florida, la cual se muestra una características del ojo de nivel medio desplazado de 48 a 56 km desde el centro de bajo nivel. Para el 2 de julio, Arthur adquirió una trayectoria hacia el norte como se había previsto anteriormente. A lo largo del día, la convección consolidando alrededor de un ojo en desarrollo, la tormenta se acercaba a la categoría de huracán con vientos que llegaban a los 110 km/h.
Temprano el 3 de julio, los datos de los cazadores de huracanes que volaron sobre la tormenta, indicó que Arthur alcanzó la categoría de huracán cerca de 310 kilómetros al sursudoeste de Cape Fear, Carolina del Norte. En este momento, el huracán comenzó a girar ligeramente hacia el norte - noreste. La mejora continua de la estructura de la tormenta fomentado la intensificación mientras la tormenta se acercaba a la costa de Carolina del Norte. A la 01:00 UTC del 4 de julio, alcanzó sus vientos máximos de 160 km/h, por lo que alcanzó la Categoría 2 a la Escala de Saffir-Simpson. El ojo bien definido contaba de 40 a 48 kilómetros. A partir de entonces el huracán toco tierra a las 03:00 UTC en Shackleford Banks, Carolina del Norte, que se encuentra entre Cabo Lookout y Beaufort. La leve intensificación del ciclón se produjo mientras se movía sobre Pamlico Sound, su presión barométrica alcanzó los 973 mbar. Continuando Arthur sobre Pamlico Sound, el ojo del huracán sacudió la costa del Condado de Dare antes de golpear la parte norte de Outer Banks entre las 07:00 y las 08:00 UTC.

## Impacto

Animación de Arthur organizar al norte de las Bahamas el 1 de julio.

### Estados Unidos
En la Costa Este de los Estados Unidos fueron emitidas varias advertencias y avisos de huracán y tormenta tropical. El 2 de julio se emitieron avisos de que Arthur podría llegar ser un huracán cerca de las costas de Carolina del Norte, se tenía pronosticado que el ojo del huracán no tocaría tierra, pero podría provocar corrientes peligrosas en Outer Banks (una cadena de islas que cubren la mitad de la costa de Carolina del Norte) y Pamlico Sound. Se activó la alerta de tornado en 10 condados de Carolina del Norte Un tornado EF1 a la Escala de Fujita tocó tierra en el condado de Duplin, dañando dos estructuras y muchos árboles, mientras una nube embudo fue avistado en las cercanías de Elm City. Arthur causó cortes en el servicio eléctrico por lo menos a 44,000 usuarios, de los cuales 16.500 pertenecían al condado de Carteret y otros 1.000 cortes ocurrieron en los condados de Craven y New Hanover.